# Thalera buplevaria
Thalera buplevaria är en fjärilsart som beskrevs av H. Lucas 1857. Thalera buplevaria ingår i släktet Thalera och familjen mätare. Inga underarter finns listade i Catalogue of Life.